# Reichsversicherungsordnung

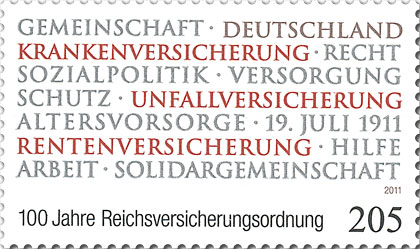
Briefmarke zum 100-jährigen Bestehen der RVO

Die Reichsversicherungsordnung (RVO) war von 1912 bis 1992 das Kernstück des deutschen Sozialrechts. Seit 1975 wurde sie schrittweise durch das Sozialgesetzbuch abgelöst, als dessen „besonderer Teil“ sie inzwischen gilt. Heute sind nur noch wenige Paragraphen der Reichsversicherungsordnung in Kraft. Rechtssystematisch wird in der Sozialrechtsprechung weiterhin auch auf weggefallene Paragraphen der RVO zurückgegriffen.
Ursprünglich bestand die RVO aus 1805 Paragraphen und war damit nach dem Bürgerlichen Gesetzbuch das umfangreichste Gesetz des Deutschen Reichs. Der Rechtshistoriker Michael Stolleis bezeichnete die Reichsversicherungsordnung als „Musterbeispiel für den hohen Standard der […] Gesetzgebungskunst“ des frühen 20. Jahrhunderts.

## Aufbau
Die Reichsversicherungsordnung bestand aus sechs „Bücher“ genannten Teilen:
Das Erste Buch – Gemeinsamer Teil – enthielt Vorschriften, die für alle Sozialversicherungszweige galten. Das Zweite Buch enthielt das Recht der gesetzlichen Krankenversicherung, das Dritte Buch das der gesetzlichen Unfallversicherung und das Vierte Buch das Recht der gesetzlichen Rentenversicherung der Arbeiter. Das Fünfte Buch regelte die Beziehungen der Sozialversicherungsträger zueinander und zu anderen Verpflichteten sowie die Wanderversicherung. Das Sechste Buch enthielt Verfahrensvorschriften.

## Geschichte
Die Reichsversicherungsordnung wurde am 19. Juli 1911 als gesetzliche Grundlage des Sozialstaates in Deutschland verabschiedet und trat zum Teil sofort, im Wesentlichen am 1. Januar 1912 in Kraft. In ihr waren das Recht der Arbeiterkrankenversicherung, das Unfallversicherungsrecht sowie das Invaliditäts- und Altersversicherungsrecht in einem Regelwerk zusammengefasst.
Schon bald nach ihrem Inkrafttreten bemängelten die Rechtsanwender die Unhandlichkeit der RVO: „Das Arbeiten mit der Reichsversicherungsordnung ist nachgerade zu einer Qual geworden“, klagte der bayerische Regierungsrat Franz Eichelsbacher im Jahr 1921. „Das Gesetzeswerk hat seit dem Jahre 1914 und insbesondere seit dem Umsturze so viele Ergänzungen und Abänderungen erfahren, daß häufig nur derjenige die wirkliche Rechtslage zu erkennen vermag, der sich ständig mit dem Gesetze beschäftigen muß.“

## Reform und Ablösung durch das Sozialgesetzbuch
In der zweiten Hälfte des 20. Jahrhunderts wurde deutlich, dass die RVO durch viele Zusätze und Ergänzungen unübersichtlich geworden war. Daher wurde ab 1975 schrittweise das Sozialgesetzbuch (SGB) erarbeitet, das die RVO in vielen Bereichen ersetzt. 1988 wurde durch das Gesundheitsreformgesetz die gesetzliche Krankenversicherung als Fünftes Buch Sozialgesetzbuch ausgegliedert, 1992 die gesetzliche Rentenversicherung als Sechstes Buch Sozialgesetzbuch. Zum 1. Januar 1997 wurde das Recht der gesetzlichen Unfallversicherung von der Reichsversicherungsordnung in das neue Siebte Buch Sozialgesetzbuch überführt.
Über 100 Jahre nach ihrer Einführung wurde die Reichsversicherungsordnung zuletzt 2012 geändert. Mit dem Pflege-Neuausrichtungs-Gesetz wurden die Leistungen bei Schwangerschaft und Mutterschaft in das Sozialgesetzbuch überführt (§§ 24c bis 24i SGB V). Seitdem regelt die RVO nur noch die Rechtsverhältnisse der Beamten und der Dienstordnungsangestellten bei Krankenkassen (§§ 349 bis 360 RVO).